# Cmentarz żydowski w Kowalu
Cmentarz żydowski w Kowalu – kirkut mieścił się przy północno-wschodniej granicy miasta Kowal przy skrzyżowaniu obecnych ulic Dobiegniewskiej i bł. Dominika Jędrzejewskiego. Nie wiadomo kiedy został założony. Obecnie na nieogrodzonym terenie o powierzchni 1 ha nie ma żadnych macew.